# Florek (stacja kolejowa)
Florek – czynna w ruchu towarowym stacja kolejowa we wsi Florek w województwie łódzkim, znajdująca się na linii Kutno – Brodnica. W 1990 r. stacja została zamknięta dla pociągów pasażerskich, na stacji prowadzony jest tylko ruch towarowy po torze głównym zasadniczym i trzech torach bocznych.